# Armi chimiche

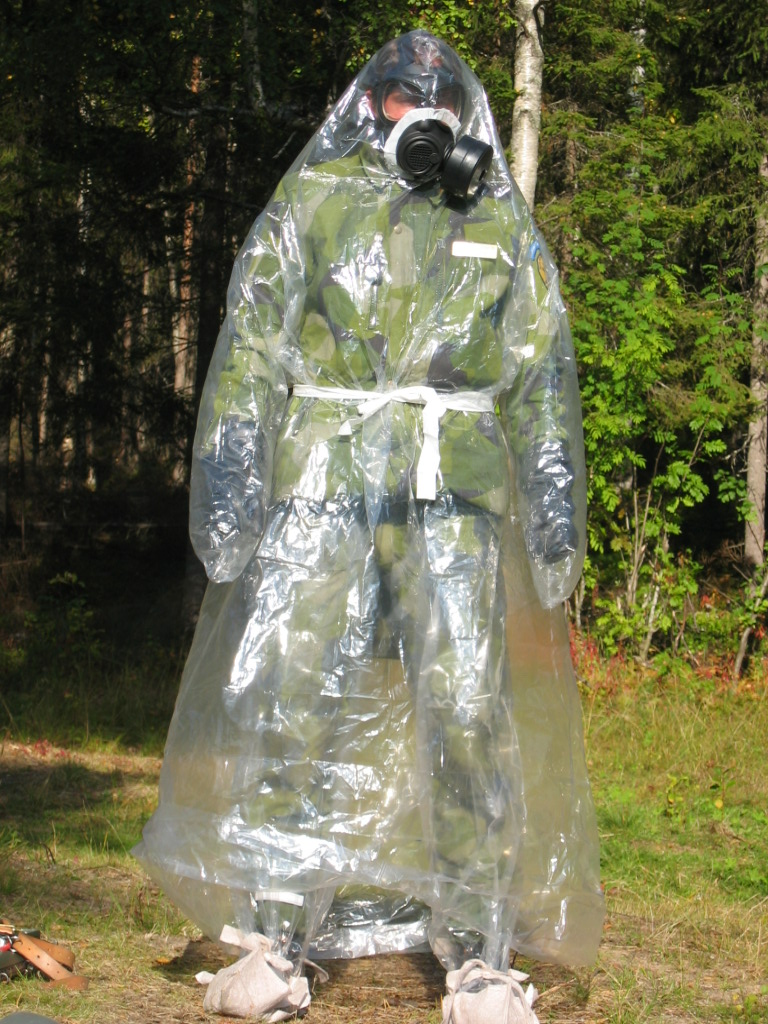
Un soldato dell'esercito svedese indossa una tuta per la protezione chimica (C-vätskeskydd) e la maschera antigas (skyddsmask 90).

Le armi chimiche sono armi usate in guerra che utilizzano le proprietà tossiche di alcune sostanze chimiche per uccidere, ferire o comunque mettere fuori combattimento il nemico. Si parla di guerra chimica per intendere l'uso militare delle armi chimiche.
Le armi chimiche si distinguono dalle armi biologiche perché usano sostanze nocive prodotte in laboratorio e non già esistenti in natura. Si distinguono inoltre dalle armi nucleari perché i loro effetti non sono strettamente dovuti a un'esplosione. Si parla di guerra tossicologica e di guerra nucleare per indicare l'uso militare di armi biologiche e armi nucleari rispettivamente.
Le armi chimiche sono classificate dalle Nazioni Unite come armi di distruzione di massa, e la loro produzione e stoccaggio sono stati messi al bando dalla Convenzione sulle armi chimiche del 1993, in base alla quale gli agenti chimici in grado di essere usati come armi chimiche o per fabbricare tali agenti chimici, vengono divisi in tre gruppi a seconda del loro scopo e del loro trattamento:
- Lista 1: hanno pochi, a volte non ne hanno affatto, usi legittimi. Possono essere prodotti o usati solo per scopi di ricerca: medici, farmaceutici o protettivi. Comprende iprite, lewisite, nervino, ricina.
- Lista 2: non hanno usi industriali su larga scala, ma possono averne su piccola scala, come il dimetil metilfosfonato, un precursore del sarin usato come sostanza ritardante negli incendi, e il tiodiglicole, che è un precursore chimico dell'iprite, ma è anche un solvente per inchiostri.
- Lista 3: hanno legittimi usi industriali su vasta scala, come il fosgene e la cloropicrina; il fosgene è un importante precursore per molte materie plastiche, la cloropicrina è utilizzata come fumigante.

La Convenzione sulle armi chimiche del 1993 include anche le armi biologiche. In base a questa convenzione, ogni agente chimico di qualunque origine è considerato arma chimica a meno che non sia usato per scopi non vietati.

## Tecnologia
|      | Agenti                            | Disseminazione                                    | Protezione                                                                         | Rilevazione                            |
| ---- | --------------------------------- | ------------------------------------------------- | ---------------------------------------------------------------------------------- | -------------------------------------- |
| 1900 | Cloro Cloropicrina Fosgene Iprite | Dispersione atmosferica                           |                                                                                    | Odore                                  |
| 1910 | Lewisite                          | Proiettili a gas                                  | Maschera antigas Indumenti cerati                                                  |                                        |
| 1920 |                                   | Proiettili a carica centrale                      | Indumenti CC-2                                                                     |                                        |
| 1930 | Agenti nervini serie G            | Bombe d'aereo                                     |                                                                                    | Rilevatori tascabili Cartine sensibili |
| 1940 |                                   | Testate missilistiche Spruzzatori su carri armati | Unguenti protettivi (iprite) Protezioni collettive Maschere antigas con whetlerite |                                        |
| 1950 |                                   |                                                   |                                                                                    |                                        |
| 1960 | Agenti nervini serie V            | Aerodinamica                                      | Maschera antigas con scorta d'acqua                                                | Sistema d'allarme per i gas nervini    |
| 1970 |                                   |                                                   |                                                                                    |                                        |
| 1980 |                                   | Munizioni binarie                                 | Miglioramenti nelle maschere antigas                                               | Rilevamento laser                      |
| 1990 | Agenti nervini Novichok           |                                                   |                                                                                    |                                        |

Sebbene per migliaia di anni l'uomo abbia fatto ricorso a sostanze chimiche in ambito bellico, la guerra chimica moderna iniziò con la prima guerra mondiale. Dal principio furono usati solo agenti chimici già disponibili in produzione; tra questi il cloro ed il fosgene. I metodi di dispersione usati erano inizialmente rozzi ed inefficienti, consistendo nel semplice rilascio in atmosfera degli agenti gassosi contenuti in bombole, lasciando al vento il compito di trasportarli sulle posizioni nemiche. Solo in un secondo tempo si cominciarono ad utilizzare appositi lanciabombe e proiettili d'artiglieria o bombe a mano.
Dalla prima guerra mondiale in poi, lo sviluppo delle armi chimiche seguì quattro principali direzioni: ricerca di aggressivi chimici nuovi e sempre più letali; ricerca di metodi di dispersione più efficienti; ricerca di mezzi di difesa più affidabili; ricerca di mezzi più sensibili e accurati per l'individuazione degli agenti chimici.

## Aggressivi chimici
Un elemento o un composto chimico usato a scopi bellici viene denominato aggressivo chimico. Durante il XX secolo ne sono stati prodotti e stoccati circa 70 tipi diversi. Questi aggressivi possono essere liquidi, solidi o gassosi: quelli liquidi in genere evaporano rapidamente (volatili o con un'elevata tensione di vapore); molti agenti chimici sono volatili in modo da poter esser rapidamente dispersi sopra una vasta area.
Il primo obiettivo della ricerca verso nuove armi chimiche non fu tanto la tossicità quanto lo sviluppo di aggressivi che riuscissero a colpire il nemico attraverso la pelle ed i vestiti, rendendo inutili le maschere antigas. Nel luglio 1917 i tedeschi introdussero l'iprite, il primo aggressivo chimico che aggirò la difesa delle maschere antigas, in grado di penetrare facilmente gli indumenti di cuoio e di tessuto ed infliggere dolorose bruciature cutanee.
Gli aggressivi chimici si possono dividere in letali e incapacitanti. Una sostanza si classifica come incapacitante se meno del 1% della dose letale causa inabilità, per esempio tramite nausea o problemi alla vista. Questa distinzione non è rigorosa ma stimata statisticamente in base alla LD50.
Tutti gli aggressivi chimici sono classificabili in base alla loro persistenza, una misura del periodo di tempo durante il quale l'aggressivo chimico mantiene la sua efficacia dopo la dispersione. Si classificano in persistenti e non persistenti.
I non persistenti perdono la loro efficacia dopo pochi minuti o poche ore. Agenti gassosi come il cloro sono non persistenti, come anche il sarin e molti altri agenti nervini. Dal punto di vista tattico gli agenti non persistenti sono molto utili contro quegli obiettivi che devono essere presi e controllati in breve tempo. Si può dire che nel caso degli agenti non persistenti l'unico fattore di rischio è l'inalazione.
Al contrario gli agenti persistenti tendono a rimanere nell'ambiente anche per una settimana, rendendo complicata la decontaminazione. La difesa contro questo tipo di agenti richiede protezioni per prolungati periodi di tempo. Gli agenti liquidi non volatili, come l'iprite, non evaporano facilmente, e il fattore di rischio consiste soprattutto nel contatto.

## Classificazione
Gli agenti chimici si possono variamente classificare in funzione di:
- caratteristiche chimico-fisiche (gassosi, liquidi, etc.)
- uso strategico (aggressivi d'attacco, di difesa, di contenimento, di rappresaglia, etc.)
- composizione chimica (alogenati, arsenicali, etc.)
- impiego tattico (non persistenti, mediamente persistenti o semi-persistenti e persistenti)
- caratteristiche fisiologiche, meccanismo d'azione e danni causati (vescicanti, veleni enzimatici, asfissianti-irritanti delle mucose respiratorie, tossici enzimatici sistemici o nervini, lacrimogeni, starnutatori), ed è questa la classificazione generalmente più adottata
- grado di pericolosità (innocui, debolmente irritativi, letali).

In particolare, in base alla loro azione, si identificano:
1. irritanti leggermente tossici e non letali (lacrimogeni, urticanti, starnutatori). Queste sostanze vengono utilizzate o come mezzo sfollagente da parte delle forze dell'ordine (gas lacrimogeni), o come repellenti per uomini ed animali
2. vescicanti, o eaepr vescicatori, letali o no (iprite e mostarde azotate, lewisite ed arsenicali)
3. soffocanti, o asfissianti, sempre letali (fosgene e cloropicrina)
4. veleni sistemici, sempre letali (cianuri e fluoroacetati nella categoria dei tossici enzimatici; sinaptici organofosforici nella categoria dei neurogas, o, gas nervini)
5. inabilitanti psichici, LSD - 25 (dietilamide dell'acido lisergico) e mescalina
6. insetticidi, mai letali se non a dosaggi elevati: categoria dei carbamati
7. eccitanti psichici disinibitori, letali ad elevate concentrazioni, sono utilizzati più sulle proprie truppe che non sui nemici, ad esempio per vincere il senso di paura prima di ordinare un attacco. Questa categoria comprende sostanze di differente origine, natura chimica, tipologia d'azione. Si va dall'alcol alla cocaina, all'anfetamina, all'ecstasy (inventate dai chimici tedeschi nel 1914 appunto contro il "mal di trincea"), al crack, al protossido d'azoto (gas esilarante)
8. deprimenti psichici o sedativi, letali ad elevati dosaggi e non di facile somministrazione, anche questa categoria include sostanze diversissime, dalla morfina, ai barbiturici (tra cui il tiopental sodico), ai gas soporiferi.

I nomi ed il numero delle categorie variano dunque secondo le fonti, in generale si possono così riassumere:
| Classe      | Agenti                                                                                 | Azione | Sintomi | Velocità | Persistenza |
| ----------- | -------------------------------------------------------------------------------------- | --- | --- | --- | --- |
| Nervini     | - Ciclosarin (GF) - Sarin (GB) - Soman (GD) - Tabun (GA) - VX - Insetticidi - Novichok | Inibiscono l'enzima acetilcolinesterasi impedendo la degradazione del neurotrasmettitore acetilcolina nelle sinapsi della vittima. Causano effetti sia muscarinici sia nicotinici                                                                                               | - Miosi - Problemi visivi - Emicrania - Nausea, vomito, diarrea - Copiose secrezioni, sudorazione - Contrazioni muscolari - Dispnea - Convulsioni - Perdita di coscienza                                                                                              | - Inalazione: secondi o minuti; - Contatto cutaneo: da 2 a 18 ore                                                                                            | Il VX è persistente e presenta rischio da contatto; gli altri agenti, invece, sono poco persistenti e presentano principalmente rischio per inalazione |
| Asfissianti | - Arsina - Cloruro di cianogeno - Acido cianidrico                                     | - Arsina: Causa emolisi intravascolare che può portare a blocco renale - Cloruro di cianogeno/acido cianidrico: Inibiscono l'utilizzo cellulare dell'ossigeno. Le cellule allora utilizzano la respirazione anaerobica creando un accesso di acido lattico e acidosi metabolica | - Possibile colorito rosso ciliegia delle mucose - Possibile cianosi - Confusione - Nausea - Senso di soffocamento - Convulsioni - Acidosi metabolica | Immediata | Non persistenti |
| Vescicanti  | - Iprite (HD, H) - Lewisite (L) - Fosgene ossima (CX)                                  | Questi agenti sono composti che formano acidi che danneggiano pelle e sistema respiratorio causando ustioni e problemi respiratori. | - Gravi irritazioni a pelle, occhi e mucose - Eritemi cutanei con formazione di grandi vesciche che guariscono lentamente e tendono ad infettarsi. - Lacrimazione, congiuntivite, danni alla cornea - Lieve distress respiratorio - Gravi danni alle vie respiratorie | - Iprite: Vapori: da 4 a 6 ore, gli occhi ed i polmoni sono colpiti più rapidamente; contatto cutaneo: da 2 a 48 ore - Lewisite: Immediata                   | Persistenti con rischio di contatto |
| Polmonari   | - Cloro - Acido cloridrico - Diossido di azoto - Fosgene                               | Con un meccanismo simile agli agenti vescicanti, questi composti sono o formano acidi ma il loro effetto è più pronunciato sul sistema respiratorio. | - Irritazione delle vie respiratorie, della pelle e degli occhi - Dispnea, tosse - Secchezza delle fauci - Oppressione toracica - Respiro affannoso - Broncospasmo | Da immediata a 3 ore | Non persistenti con rischio d'inalazione |
| Lacrimogeni | - Gas lacrimogeno - Spray al pepe                                                      | Causa gravi urticazioni agli occhi e conseguente cecità temporanea. | Forte irritazione oculare | Immediata | Non persistenti con rischio d'inalazione. |
| Inibenti    | - Agente 15 (BZ)                                                                       | Causa inibizione dell'acetilcolina e effetti sul sistema nervoso periferico opposti a quelli degli agenti nervini. | - Sintomi simili ad un'intossicazione di droghe psicoattive, vivide allucinazioni e confusione - Ipertermia - Atassia - Midriasi - Secchezza delle fauci e della pelle                                                                                                | - Inalazione: da 30 minuti a 20 ore; - Contatto cutaneo: Fino a 36 ore dall'esposizione. La durata dei sintomi è tipicamente compresa tra le 72 e le 96 ore. | Estremamente persistente nel suolo, in acqua e sulla maggior parte delle superfici.                                                                    |
| Citotossici | Proteine biologiche: - Ricina - Abrina                                                 | Inibiscono la sintesi delle proteine | - Sintomi influenzali - Tosse, dispnea, edema polmonare - Nausea, emorragie gastrointestinali - Problemi renali o epatici | Dalle 4 alle 24 ore | Gli agenti si degradano rapidamente nell'ambiente |

Esistono altri agenti chimici non direttamente classificati come armi chimiche:
- Defoglianti, che distruggono la vegetazione ma non sono direttamente tossici per gli esseri umani. Per esempio l'Agente Arancio usato dagli Stati Uniti in Vietnam, conteneva diossina ed è noto per i suoi effetti cancerogeni a lungo termine e per causare danni genetici che portano a malformazione nei neonati.
- Incendiari o esplosivi, come il napalm, i cui effetti distruttivi sono dovuti principalmente al fuoco o alle esplosioni e non all'azione chimica diretta.

## Nomenclatura
La maggior parte degli agenti chimici sono indicati con una sigla composta da una a tre lettere detta "NATO weapon designation". Le munizioni binarie in cui i componenti delle armi chimiche sono contenuti e automaticamente miscelati appena prima dell'uso son indicati da un "-2" che segue la designazione dell'agente (es. VX-2).
Alcuni esempi di nomenclatura:
| Asfissianti                                       | Vescicanti                            |
| ------------------------------------------------- | ------------------------------------- |
| - Cloruro di cianogeno: CK - Acido cianidrico: AC | - Lewisite: L - Iprite: H, HD, HS, HT |
| Polmonari                                         | Inibenti                              |
| - Fosgene: CG                                     | - Quinuclidinil benzilato: BZ         |
| Lacrimogeni                                       | Nervini                               |
| - Spray al pepe: OC - Gas lacrimogeno: CN, CS, CR | - Sarin: GB - VE, VG, VM, VX          |

## Descrizione

### Vescicanti
La classe dei vescicatori (o vescicanti) comprende le mostarde (iprite), le mostarde azotate (azotiprite), e gli arsenicali (lewisite).
I gas-mostarda sono tossici non allo stato nativo, ma unicamente quando, penetrati all'interno delle cellule, subiscono una biotrasformazione, ad opera dei carbocationi, per endociclizzazione. Le azoipriti svolgono anche una modesta azione anticolinesterasica, più spiccata per la 2-2'-dicloro-dietil-metil-ammina, meno per la tricloro-trietil-ammina. Sono questi gli unici aggressivi che, unitamente all'iprite ed ai vescicatori arsenicali esplichino, oltre all'azione di contatto, anche un'azione anticolinesterasica, con manifestazioni prevalentemente muscariniche: scialorrea, nausea, vomito. Va notato che i composti del gruppo dell'iprite attraversano la cute integra allo stato di vapore. Gli agenti vescicanti vennero introdotti (1917) quando entrò in uso presso i vari eserciti la maschera antigas, che rendeva innocui gli agenti soffocanti, quali il fosgene e l'ossido di carbonio. I vescicanti, oltre alle mucose, respiratoria in primis, attaccano anche la cute, provocando estese dermatiti bollose, che sono dolorosissime e difficili da curare. Ovvero, questi aggressivi venendo a contatto con la superficie del corpo, provocano un'irritazione profonda con successiva formazione di vesciche, piaghe, ulcerazioni estese, a causa del blocco proliferativo attuato sullo strato germinativo (lo strato più profondo e vitale) della cute e delle mucose. Inoltre, la dermatite bollosa, la dermatite esfoliativa e la dermatite necrotica sono soggette a complicanze infettive che possono esitare in sepsi e gangrena, condizioni, queste, potenzialmente letali. La cute, vista la sua estensione, è difficile da proteggere in tutta la sua superficie, se non ricorrendo a pesanti attrezzature (tuta integrale contro la guerra chimica). Gli agenti vescicanti sono modicamente persistenti, per cui se ne può ipotizzare un uso strategico. Essi possono venir impiegati anche per interdizione di aree (retrovie, centri logistici, nodi di comunicazione, centri abitati, etc.). Nonostante la veneranda età, non sono considerati obsoleti, a differenza dei non - vescicanti (asfissianti). Esistono due sottoclassi differenti di vescicanti, che possiedono modalità d'azione diversa, con grado di tossicità diversa, ma generanti manifestazioni cliniche simili e sovrapponibili.
Uno studio pubblicato recentemente (2010) indica che tracce di iprite (oltre che di mercurio ed arsenico) sono state rinvenute in pesci pescati nel mare Adriatico, in zone in cui sono state abbandonate testate chimiche.

### Composti alogenati dell'arsenico
Tra i composti alogenati dell'arsenico (o arsenicali), il più tossico è la Lewisite, un composto di sintesi d'origine anglo-americana. L'arsenico, che rappresenta il principio attivo di tali tossici, presenta un'estrema affinità per le sostanze donatrici di elettroni (è un composto anfotero, elettrofilo, per lo più), e si lega stabilmente agli atomi di zolfo presenti nei gruppi sulfidrilici dei composti organici (proteine, soprattutto). Così facendo, impedisce la formazione del ponte disolfuro, che stabilizza la configurazione spaziale di molte proteine (tale legame si stabilisce tra due aminoacidi cistinici di una stessa proteina), bloccando le reazioni ossidoriduttive enzimatiche che stanno alla base della vita stessa, e sconvolgendo totalmente la struttura superiore (struttura terziaria e quaternaria) di numerosissime proteine. A differenza delle mostarde, gli arsenicali hanno azione immediata, e le cloroarsine hanno azione del tutto sovrapponibile a quella degli arsenicali. La lesione da arsenicali è di tipo "termo-mimetico", e la guarigione è del tutto fisiologica, se la dose assorbita è bassa; la guarigione avviene in circa 15 giorni, mentre le mostarde hanno un tempo di guarigione molto più lungo (30-45 giorni) e, spesso, con pesanti reliquati. L'arsenico è tossico soprattutto sul rene, sul fegato, sul sistema nervoso centrale, e sull'apparato digerente. L'antidoto specifico è il British-Anti-Lewisite (BAL), chimicamente il dimercaprolo, un falso recettore per l'arsenico, privo d'ogni importanza metabolica, e pertanto non tossico. In pratica, il BAL funge da recettore farmacologico per l'arsenico, così come le proteine sono i recettori naturali per tale tossico, quindi l'arsenico lo scambia per un bersaglio. Siccome molti metalli pesanti presentano un'azione analoga a quella svolta dall'arsenico, il BAL elimina anche loro dall'organismo; esso costituisce quindi un antidoto specifico universale nei confronti dell'avvelenamento da piombo, da mercurio, da cadmio, ecc. Anche i preziosi metalli-traccia ed il ferro all'interno dell'organismo vengono eliminati dal B.A.L. poiché esso è un chelante. Nel 1918 fu iniziata la produzione negli USA della lewisite (2-cloro-vinil-dicloro-arsina), ma la guerra ebbe termine prima che questo aggressivo vescicante fosse impiegato sui campi di battaglia. Il processo originale di preparazione consiste nell'addizionare il tricloruro d'arsenico all'acetilene in presenza di tricloruro d'alluminio come catalizzatore. La lewisite ha un'azione vescicante quattro volte più rapida di quella dell'iprite, ha un effetto tossico generale dovuto alla presenza dell'arsenico, attacca i polmoni profondamente ed è lacrimogena. Si idrolizza facilmente nell'aria umida e su materiali umidi (come i cibi), formando l'ossido di cloro-vinil-arsina, che, ingerito, distrugge le membrane mucose della bocca e del canale digerente; le lesioni a tali organi possono condurre al decesso per emorragia, oppure, cronicizzando, alla genesi di tumori molto maligni. Attraverso gli abiti il tossico penetra nei tessuti, dove produce avvelenamento sistemico, con effetti gravissimi, il più notevole dei quali consiste nell'inattivazione dell'enzima piruvico-ossidasi (a tale scopo sono sufficienti appena 0,5 cm³ di tossico). La lewisite reagisce con acqua, amine, alcali, ma la reazione più importante avviene con il gruppo sulfidrilico (-SH); tale affinità viene sfruttata dal 2,3-dimercapto-1-propanolo (B.A.L.), il quale forma, con la Lewisite, un composto stabile ciclico e non tossico, facilmente eliminabile, peraltro, dall'organismo. Se il BAL viene somministrato in tempo, esso neutralizza gli effetti del tossico, proteggendo gli enzimi e le proteine tissutali dall'effetto tossico dell'arsenico, essendo l'affinità della lewisite maggiore per il BAL di quanto non lo sia per i componenti organici. Il BAL si ottiene dalla condensazione dell'alcool allilico con bromo (glicerol-dibromidina), cui segue un trattamento con solfidrato di sodio sotto pressione, oppure, per idrogenazione del trisolfuro di idrossi-propilene. Trattasi d'un liquido d'odore pungente e disgustoso (di mercaptano), poco stabile (s'aggiunge benzoato di benzile per aumentarne la stabilità), ed è notevolmente tossico. Dev'essere somministrato per via intramuscolare a dosi di 2–5 mg / Kg di peso corporeo, ed i primi sintomi tossici compaiono già per 4 mg / Kg di peso corporeo. A causa di queste caratteristiche negative sono state compiute ricerche al fine d'ottenere derivati solubili in acqua non tossici, che potessero rilasciare il principio attivo dell'antidoto in situ. Questi lavori culminarono con la scoperta d'un composto che soddisfaceva tali requisiti, il B.A.L.-O-GLUCOSIDE, così poco pericoloso da esser iniettabile endovena.

### Aggressivi enzimatici ed ematologici
Alla classe degli aggressivi enzimatici ed ematologici appartengono a questa categoria veleni noti dall'alba dei tempi: il monossido di carbonio (C=O) e l'acido cianidrico unitamente ai propri sali (cianuri).

#### Monossido di carbonio
Il monossido di carbonio è un gas ad azione subdola, essendo incolore, inodore, insapore; il soggetto non lo avverte, se non quando è ormai tardi (si presentano emicrania, tachicardia, astenia, visione confusa e progressivamente difficile, perdita di coscienza). Si sprigiona ogni qual volta materiale organico brucia in carenza d'ossigeno (C=O), perché normalmente, in presenza di quantitativi adeguati d'ossigeno, si forma biossido di carbonio, od anidride carbonica (O=C=O), notevolmente meno tossica. Infatti, generalmente l'atomo di carbonio mostra una valenza elettronica quadrivalente, mentre nel caso del monossido di carbonio tale valenza è bivalente. Il tossico agisce legandosi saldamente all'emoglobina (carbossiemoglobina, CO-Hb), essendo - a pressioni ed a temperature ordinarie (P = 1 atm.; T = 25 °C) circa 300 volte più affine a questa molecola dell'ossigeno, che costituisce il fisiologico substrato. Ciò significa che anche una sola molecola d'ossido di carbonio presente nell'ambiente si lega istantaneamente all'emoglobina, rendendola inservibile a trasportare ossigeno. Infatti, il tossico agisce sottraendo, ad ogni inspirazione del soggetto, una quota fissa d'emoglobina all'ossigeno, cosicché, nel tempo, si verifica un effetto addizionale: quando gran parte dell'emoglobina è stata inattivata (il globulo rosso impiega circa 120 giorni a produrne di nuova), ed è stata superata la riserva fisiologica disponibile di tale molecola, si manifestano i sintomi asfittici a carico dei tessuti. È da sottolineare che, normalmente, la distruzione stessa dell'emoglobina invecchiata da parte del fegato produce un'esigua aliquota di monossido di carbonio, che, però, è ben inferiore alla dose tossica. Mentre le emoglobine dei vertebrati sono pesantemente affini al monossido di carbonio, in quanto contengono Ferro, così non accade per gl'invertebrati, i cui pigmenti respiratori (emocianina) sono poco o nulla affini a questo gas tossico. Il gas è più pesante dell'aria, pertanto in ambienti chiusi o non aerati si stratifica in basso. Per allontanarlo è sufficiente l'aerazione del locale. I principi d'avvelenamento (fino alla perdita di coscienza) possono essere reversibili, ma occorre tempismo nel portare il soggetto intossicato sotto la tenda ad ossigeno (attrezzatura presente al pronto soccorso degli ospedali, dove l'ossigeno fluisce sotto pressione), od - alternativamente - in una camera iperbarica, dove l'elevata pressione dell'aria in essa contenuta consente una diffusione dell'ossigeno direttamente nel plasma, in grado così da solo di ossigenare i tessuti in assenza di emoglobina funzionante. L'emoglobina, fisiologicamente, lega il 97 % dell'ossigeno indispensabile all'organismo perché alla pressione atmosferica usuale (1 atm.) l'ossigeno risulta poco solubile nell'acqua di cui è composto il plasma; a pressioni atmosferiche elevate, invece, l'ossigeno ha sufficiente capacità di discioglimento in acqua. Il monossido di carbonio non ha importanza bellica, perché troppo poco persistente in ambienti aperti, dove non raggiunge la dose tossica essenziale allo scopo.

#### Acido cianidrico e suoi sali
L'acido cianidrico e i suoi sali (cianuro di sodio e di potassio) agiscono con lo stesso metodo, avvelenando il mitocondrio, il compartimento intracellulare deputato alla produzione d'energia mediante ossidazione degli zuccheri (catabolismo ossidativo). Essi agiscono ad un livello successivo, rispetto al monossido di carbonio, nella catena di trasporto-utilizzo dell'ossigeno, seppure anche l'emoglobina venga avvelenata dall'acido cianidrico e dai suoi sali derivati.
L'impiego bellico dell'acido cianidrico è impossibile, perché valgono le medesime limitazioni del monossido di carbonio, essendo un gas troppo volatile e troppo riconoscibile (possiede un caratteristico odore di mandorle amare), per cui, a questo scopo, si preferisce l'acido cianogeno, che è molto meno volatile e libera il gruppo tossico (-CN) molto lentamente. I cianuri, essendo sali ottimamente idrosolubili, possono esser impiegati, invece, allo scopo di avvelenare riserve idriche ed acquedotti. Il gruppo -CN tende spontaneamente a cedere un doppietto elettronico, presente sull'azoto, a ioni metallici, in special modo a quelli bivalenti; poiché gli ioni metallici sono squisitamente accettori di elettroni, tale gruppo chimico mostra una spiccata affinità per tutti gli ioni metallici, ed in special modo per lo ione ferro. Lo ione ferro, di cui è ricco l'organismo, accetta preferibilmente il doppietto elettronico dal gruppo -CN, anziché dall'ossigeno, col tragico risultato che questo gas vitale resta inutilizzato, ed il soggetto colpito muore letteralmente asfissiato in breve tempo; è noto che l'avvelenamento da cianogeni presenta una tipica sintomatologia, ovvero spasmodica iperventilazione ("fame d'aria"), convulsioni, cianosi diffusa (a differenza dall'avvelenamento da monossido di carbonio, dove il soggetto colpito presenta un caratteristico colorito rubicondo). Il bersaglio d'azione del tossico è la catena respiratoria mitocondriale, composta dai citocromi (ferro-proteine in cui il ferro è trivalente, o "ferrico", anziché bivalente, o "ferroso", come nell'emoglobina); essi assumono, così, elettroni sia dall'ossigeno che dal cianogeno, ma quest'ultimo sottrae un'importante aliquota di citocromi alla loro fisiologica funzione ossidativa finalizzata alla produzione di energia; il risultato finale è che la cellula non riceve sufficiente energia per continuare i propri processi vitali.
Il gruppo -CN non raggiunge l'emoglobina poiché non è liposolubile, essendo lo ione ferro di quest'ultima sito in una "tasca" altamente idrofobica, ricavata dalla struttura terziaria della proteina (a contatto con lo ione ferro ci sono aminoacidi apolari idrofobici). L'affinità mostrata dal complesso Fe-CN è troppo grande rispetto all'omologa che s'instaura tra ferro ed ossigeno perché l'ossigeno possa spiazzare il tossico; il legame con il tossico risulta, così, praticamente irreversibile. La mancanza di comburente per un tessuto, come quello nervoso, che può soltanto utilizzare un metabolismo di tipo ossidativo per vivere, fa entrare subito in azione la reazione d'allarme del sistema nervoso centrale, con la tipica sensazione di "fame d'aria". Così come per il monossido di carbonio, la natura ha permesso all'organismo di metabolizzare e d'inattivare anche il gruppo cianogeno, purché presente in modeste dosi. Per il monossido di carbonio e per il gruppo cianogeno non vale appieno la legge d'Haber, perché la DL 50 è variabile (variabilità biologico-genetica) da soggetto a soggetto. Inoltre, il tempo di sopravvivenza è molto lungo, e, come precedentemente detto, minime dosi non sono affatto tossiche.
La terapia in caso d'avvelenamento da cianogeni si basa su un antidoto ubiquitario: l'emoglobina. Essa può fungere da falso bersaglio per il tossico ("falso recettore"), purché lo ione ferro venga ossidato da ferroso (bivalente) a ferrico (trivalente); ciò è ottenibile con la assunzione di agenti metaemoglobinizzanti (Met-Hb), come il nitrito, od alcuni additivi chimici presenti negli alimenti come antiossidanti od antifermentanti (nelle bevande). Si può giungere fino a trasformare metà del patrimonio emoglobinico normale in ciano-β-emoglobina (cianoemoglobina o metemoglobina) senza che l'organismo ne soffra; però, non si può giungere a tali livelli, in quanto gli eritrociti contenenti la meta-emoglobina vengono lisati (distrutti) facilmente nella milza, ed il tossico, tornando in circolo, inevitabilmente, torna a colpire il suo bersaglio. Così si utilizza un tiosolfato od un iposolfito, che, reagendo col tossico, sostituiscono il gruppo -CN con lo zolfo, formando un composto idrosolubile, il tiocianato, non eccessivamente tossico, ed eliminabile per via renale con le urine.

### Acido fluoro-acetico
L'acido fluoroacetico (o fluoroacetato) non è usato come aggressivo chimico, pur possedendo un'efficacia (letalità) elevatissima. Manca infatti di una caratteristica fondamentale, ovvero di un antidoto. Agisce come un falso metabolita, ingannando un enzima del ciclo di Krebs (il ciclo degli acidi tricarbossilici, ciclo di reazioni enzimatiche che conducono all'ossidazione totale dei metaboliti in acqua, anidride carbonica ed energia, che si svolgono nei mitocondri intracellulari). Esso viene accettato come se si trattasse dell'acetato, il vero metabolita, ingannando l'enzima ed inattivandolo perennemente. Si ha così il blocco totale ed irreversibile del ciclo di Krebs, e la cellula muore per l'impossibilità di produrre energia. L'avvelenamento conduce ad una drammatica ed immediata sintomatologia neuro-cardiaca (tachicardia con cardiopalmo, dolore toracico intenso, emicranie, confusione mentale, svenimento); il decesso avviene in pochi minuti. Non esiste terapia (ed è questo il principale ostacolo al suo impiego bellico), infatti soltanto dosi massicce del vero metabolita (acetato) possono salvare l'avvelenato, spazzando via il tossico dall'enzima; ma l'acetato, se viene somministrato a tali dosi, provoca acidosi ematica immediata e letale.

### Gas asfissianti (o soffocanti)
Si tratta di sostanze ormai obsolete, dal momento che penetrano soltanto attraverso le vie respiratorie, e sono facilmente neutralizzate dalle più comuni maschere antigas. Attaccano le vie respiratorie, in particolare il setto interalveolare e gli alveoli polmonari, causando edemi polmonari massivi, che risultano letali. Vengono disseminati sotto forma di vapori, e sono considerati gas d'attacco, perché hanno scarsa persistenza, e permettono così la conquista di trincee, casematte, postazioni, ecc. Il decesso si verifica in poche ore: il tossico attacca le mucose respiratorie in modo corrosivo; la risposta infiammatoria locale delle mucose si estrinseca come edema che impedisce la respirazione. Infatti, l'edema bronchiale e l'edema della glottide (laringe) con connesso spasmo muscolare provoca un quadro simil-asmatico, che impedisce fisicamente l'ingresso dell'aria nei polmoni. A ciò s'associa l'edema del setto interalveolare, che sfocia, superata la capacità del tessuto connettivo di cui è composto di legare acqua, in edema alveolare, dove l'acqua, libera, si riversa negli spazi alveolari impedendo all'ossigeno di fluire verso il sangue, e d'ossigenare, così, i tessuti.
Furono questi i primi aggressivi chimici utilizzati (per la precisione dai francesi, non dai tedeschi, come comunemente si crede ed erroneamente riportato in alcuni libri). Il primo attacco fu sferrato il 22 aprile 1915, con l'impiego di cloro e di fosgene, lasciati affluire da bombole lungo tutta la zona del fronte dove la direzione del vento era favorevole. L'uso, fatto in seguito, di bombe e di proiettili di artiglieria adatti per notevoli quantitativi di tossici chimici, e l'impiego di sempre nuove sostanze resero i gas d'attacco un'arma strategica di notevole insidiosità, e di possibile supremazia, ma molto pericolosa (era sufficiente una repentina inversione della direzione del vento per sospingere al mittente il tossico, con le prevedibili conseguenze).

### Cloro
Il cloro fu il primo e il più semplice gas tossico sperimentato in un conflitto. Studiato da Fritz Haber e sua moglie Clara Immerwahr alla Società Kaiser Wilhelm di Berlino. È un gas vescicante, perché a contatto delle mucose che sono bagnate produce acido cloridrico che aggredisce le prime vie respiratorie bruciandole chimicamente (non raggiunge gli alveoli polmonari), causando un'immediata irritazione, con sensazione di soffocamento. Venne usata dai tedeschi contro i francesi nella
Seconda battaglia di Ypres. Venne sostituito dal fosgene, che è sei volte più tossico.

### Cloropicrina (nitrocloroformio)
È chimicamente il tricloro-nitro-metano, un liquido incolore, dall'odore molto pungente, ed altamente lacrimogeno. Si prepara facendo agire il cloruro di calce sull'acido picrico, da cui il nome dato al tossico. Fu utilizzato come lacrimogeno nel corso della prima guerra mondiale. Si rivela tossico se inalato per dieci minuti alla concentrazione di 2 mg per litro. È altresì impiegato in qualità d'insetticida fumigante contro gli insetti dei granai e del terreno.

### Fosgenici (fosgene, difosgene)
Hanno i medesimi effetti fisiologici, letali. Il fosgene si può spontaneamente formare a partire dal cloroformio, qualora venga esposto alla luce e lasciato a contatto con l'ossigeno atmosferico (il cloroformio è commercializzato in flaconi ambrati, di color scuro, per proteggerlo dalla luce, ed i flaconi vanno subito richiusi dopo l'uso). Qualche volta il primo contatto irrita le vie respiratorie, ma questo effetto generalmente passa con le successive inalazioni; parecchie ore dopo s'instaura un edema polmonare, ed il decesso sopraggiunge per soffocamento. La loro bassa tossicità e la difficoltà di maneggiarli a causa del basso punto d'ebollizione furono la causa della loro eliminazione come aggressivi chimici di guerra. Come per tutti gli altri irritanti respiratori ci si protegge facilmente ed integralmente con le moderne maschere antigas.

### Neurogas
I neurogas o gas nervini sono gas con attività neurotossica sistemica appartenenti alla categoria degli anticolinesterasici. Essi agiscono alterando permanentemente l'enzima acetilcolinesterasi, bloccando, di fatto, le giunzioni neuromuscolari, tutte le sinapsi nervose che contengono tale enzima, e tutti i tessuti che esprimono recettori di tipo colinergico.
L'inibizione dell'enzima, provoca un accumulo di acetilcolina, responsabile ultimo del decesso. Si verificano caduta della pressione ematica (sanguigna) in seguito a vasodilatazione massiva, spasmi e crampi bronchiali con sintomi di soffocamento, tosse persistente, movimenti oculari incoordinati, cianosi, vomito continuo, paralisi muscolare tonica con tetanismo (movimenti muscolari involontari ed inarrestabili). La gravità dei sintomi è direttamente proporzionale al quantitativo di tossico assorbito; il decesso, in ogni caso, sopraggiunge nello spazio di 2-10 minuti, principalmente per crisi cardiaca (con successivo arresto) e / o per asfissia da paralisi diaframmatica-intercostale.

### Guerra tossicologica
A parità di peso, le armi tossicologiche sono da 150 a 200 volte più efficaci di quelle chimiche: ne bastano infatti pochi milligrammi per provocare effetti letali sull'organismo. Gli agenti tossici (tossine) possono essere caricate in bombe ed in proiettili d'artiglieria, e possono, così, essere letali nei seguenti casi:
- per Inalazione (come nel caso delle micotossine o del carbonchio).
- per Irrorazione sui viveri e nelle acque (come nel caso dell'LSD e delle botulotossine).
- per Contaminazione delle schegge dovute all'esplosione delle bombe e dei proiettili (come nel caso della tetanotossina e della tossina della gangrena gassosa), specialmente se caricati nelle bombe del tipo "a frammentazione", od in quelle "a saturazione-diffusione".

Si tratta di prodotti del metabolismo batterico, fungino, algale e vegetale. Tutti questi veleni possono esser dispersi nell'ambiente in vari modi, e sembra addirittura possibile fabbricare missili intercontinentali a testata tossica. Per la facilità di produzione, queste armi di genocidio vengono comunemente chiamate "l'atomica dei poveri".
- Fra i batteri, uno dei più terribili e micidiali è il carbonchio: provoca una malattia che, in genere colpisce gli animali, ma che occasionalmente può contagiare l'uomo attraverso l'inalazione di spore, provocando una polmonite rapidamente mortale. Le spore hanno il vantaggio di persistere (anche millenni) e di resistere a lungo nell'ambiente esterno. Sono praticamente eterne (vengono distrutte ad una temperatura di 121 °C per il tempo di 15 minuti ad un'atmosfera di pressione: tutte condizioni ben lontane da quelle ambientali). Oltre alla loro elevata resistenza agli agenti esterni, le spore possono essere nebulizzate in aerosol, attraverso speciali proiettili.
- I microorganismi del tifo (Salmonella typhi) e del colera (Vibrio cholerae), batteri, ed i microrganismi della poliomielite (Poliovirus) e dell'epatite (Hepatovirus) possono esser dispersi nell'ambiente, provocando gravissime forme cliniche, quali gastroenteriti, epatiti, paralisi motoria. Potrebbero essere utilizzati per l'avvelenamento di grossi quantitativi di derrate alimentari e dei bacini d'approvvigionamento idrico. Il loro campo elettivo d'applicazione è costituito dal bombardamento delle retrovie, il che causerebbe la completa paralisi del rifornimento alle prime linee. Qualora venissero, invece, usate contro le prime linee, causerebbero il caos più totale nello sgombero dei colpiti. C'è, tuttavia, da sperare che almeno queste armi non vengano usate in alcuna circostanza, in quanto un'epidemia di questo tipo potrebbe essere assai difficilmente controllabile e ritorcersi in ogni momento contro gli stessi utilizzatori effetto "boomerang").
- Più pericolose ancora sono altre tossine; la tossina botulinica provoca paralisi flaccida nella muscolatura volontaria scheletrica, così come la tossina tetanica provoca la paralisi spastica della medesima muscolatura. La prima agisce se somministrata per via orale; la seconda per via iniettiva. In entrambi i casi la morte sopraggiunge per asfissia da paralisi della muscolatura respiratoria, in uno stato perfettamente mantenuto di coscienza. Queste tossine vengono oggigiorno prodotte in quantitativi industriali grazie alle tecniche d'ingegneria genetica e di biologia molecolare: con soli 30 grammi di questi veleni, se "sapientemente" somministrati, si potrebbe spazzar via tutta l'umanità dalla faccia della terra. L'unico inconveniente è che queste tossine sono termolabili, vengono inattivate, cioè, dal calore.
- Micidiale è anche l'effetto del Fusarium, una tossina che, prodotta da un fungo microscopico, agisce in concentrazioni minime. Diffusa nell'area-bersaglio in forma di polvere finissima, la cosiddetta "pioggia gialla", viene inalata e sviluppa rapidamente un'azione necrotizzante sulla cute e sulle mucose, emorragica sull'apparato digerente e su quello respiratorio, tossica per il fegato e per i reni (ne conseguono il blocco della funzionalità epatica e della funzionalità renale). Anche il midollo osseo ematopoietico viene depresso, con risultati simili a quelli ottenuti con le radiazioni ionizzanti.
- Discorso analogo vale per le tossine dei funghi del genere Amanita e Cortellarius. Le tossine amanitina e falloidina sono letali in quanto inibiscono il Fattore 2 d'allungamento (EF-2) della sintesi proteica ribosomiale. Il blocco del ribosoma (r-RNA) produce il blocco della sintesi proteica e la morte della cellula. Rene, fegato ed intestino vengono devastati dall'azione delle tossine dell'Amanita phalloides, dell'Amanita verna e dell'Amanita virosa. Letale è anche l'azione della tossina del Cortinarius orellanus. Tutte queste tossine risultano termostabili, ovvero non si degradano col calore durante la cottura dei cibi, per cui mantengono invariato il loro potere tossico. Va detto che non tutti i mammiferi e non tutti gli animali in genere sono intossicati da queste tossine. Ad esempio, vermi, lumache, ed alcuni roditori pare siano immuni. Per l'uomo, la dose tossica di queste tossine è pari ad 1 mg di veleno per ogni kg corporeo ed a nulla vale la lavanda gastrica. Poiché esse passano indenni la barriera offerta dall'acido gastrico, non suscitano il riflesso del vomito, non inducono senso di nausea ed agiscono appena dopo aver subìto l'assorbimento intestinale. Riversate nel sangue dopo 48 - 72 ore dall'ingestione; a questo punto, l'unico presidio efficace, purché attuato in tempo, è la completa plasmaferesi dell'organismo.

## Impiego
Il principale fattore per l'efficacia delle armi chimiche è una corretta diffusione nell'ambiente. Le tecniche di diffusione più comuni includono munizioni (come bombe, proiettili, testate missilistiche) che permettono la diffusione a distanza e l'utilizzo di aerei serbatoio che disperdono l'agente volando a bassa quota.
Durante gli anni 1920-30 gli italiani condussero numerosissimi test per elaborare nuovi metodi di diffusione dei gas, diventando dei veri e propri esperti per quell'epoca e ne fecero largo uso in Libia ed Etiopia, anche su civili.
Benché dalla prima guerra mondiale ad oggi le tecniche di diffusione degli agenti chimici si siano molto evolute, un utilizzo efficace delle armi chimiche è ancora difficoltoso. La dispersione delle sostanze dipende fortemente dalle condizioni ambientali poiché la maggior parte degli agenti si presenta in forma gassosa.
In generale l'impiego degli aggressivi chimici pone delle difficoltà a causa di fattori intrinseci quali:
- persistenza: alcuni agenti sono difficilmente idrolizzabili e il loro smaltimento risulta estremamente difficoltoso, cosicché essi permangono per molto tempo in situ ad esplicare la loro azione tossica. Questo comporta che anche chi abbia utilizzato tali agenti allo scopo di conquistare un certo territorio, si troverà ad occupare un territorio saturo di una sostanza aselettivamente tossica (ovvero, tossica anche contro chi l'ha impiegata)
- inaffidabilità: l'area e la direzione di dispersione non possono essere calcolati con sicurezza assoluta
- corrosività: lo stoccaggio di alcuni composti pone problematiche di tenuta dei contenitori
- assenza di antidoti efficaci: alcuni di questi aggressivi chimici si trovano tuttora privi d'un antidoto efficace.

I requisiti richiesti agli aggressivi chimici per il loro impiego sul campo di battaglia sono connessi alla velocità d'efficacia nel rendere non operative le truppe nemiche, e, per quanto possibile, alla creazione rapida d'una cospicua massa d'invalidi più che una strage in sé. Infatti, crea maggiori problemi logistici il ricovero di un notevole quantitativo di feriti nei servizi ospedalieri dietro le linee avversarie, che non la morte immediata dei soldati nemici.
In linea teorica, gli aggressivi chimici dovrebbero possedere le seguenti caratteristiche:
- estrema stabilità agli agenti atmosferici, biologici, biochimico-metabolici, chimico-fisici in generale, al fine di conservare a lungo il loro potenziale offensivo
- scarsa o nulla reattività agli agenti chimici (dovrebbero essere inerti, od il meno reattivi possibile), così da non venir rapidamente degradati
- elevata persistenza sul campo di battaglia, come conseguenza dei precedenti requisiti.
- produzione e conservazione agevoli e possibilmente sicure, cosicché sia facile conservarne scorte cospicue
- amfipaticità, tale che possano essere sia liposolubili, che idrosolubili; ciò li rende penetranti in ogni ambiente e per qualsiasi via (corpo umano incluso)
- multiaggressività: In particolare, devono poter penetrare nell'organismo tramite più accessi contemporaneamente od alternativamente. La penetrazione nell'organismo mediante vie plurime si configura come la qualità più essenziale, al fine di rendere difficoltosa l'opera di difesa
- difficoltà d'identificazione da parte di test chimici estemporanei e di esami chimici accurati
- possibilità d'inattivazione veloce da parte di coloro che accidentalmente venissero intossicati (devono esistere antidoti, protezioni, e mezzi di difesa a disposizione della parte attaccante)
- rapidità d'azione, unitamente a tossicità elevata: devono possedere una diffusibilità ed una capacità di veloce e totale saturazione di ambienti aperti e ventilati; le sopracitate caratteristiche, così come l'essere fortemente tossici, ossia attivi alle concentrazioni minime richieste e, per i neurogas, anche a dosi infinitesimali. Non essendo suscettibili d'alcuna biodegradazione, tali qualità vengono pienamente soddisfatte da composti gassosi, vapori, aerosol, o, meglio ancora, da liquidi a bassa tensione di vapore. Questi ultimi, infatti, sono suscettibili d'immagazzinamento e di trasporto sicuri, e garantiscono una pronta e spontanea vaporizzazione una volta rilasciati nell'ambiente.

### Dispersione

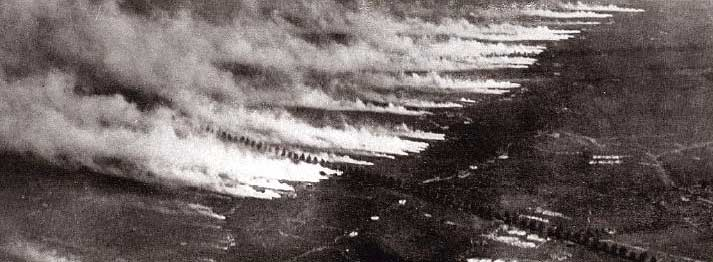
Dispersione di cloro nella prima guerra mondiale

La dispersione è il metodo di diffusione più semplice. Consiste nel rilasciare l'agente nelle vicinanze del bersaglio prima della diffusione.
Agli inizi della prima guerra mondiale si aprivano semplicemente i contenitori di gas aspettando che il vento lo disperdesse oltre le linee nemiche. Benché relativamente semplice questa tecnica presentava diversi svantaggi. La diffusione dipendeva dalla velocità e dalla direzione del vento: se il vento era incostante, come nella battaglia di Loos, il gas poteva essere spinto indietro contro gli utilizzatori stessi. Le nuvole di gas, inoltre, erano facilmente percepibili dai nemici che avevano spesso il tempo di proteggersi. È da notare tuttavia che la visione dell'arrivo della nuvola di gas aveva per molti soldati un effetto terrorizzante. Con la tecnica della diffusione aerea inoltre il gas presentava una penetrazione limitata riuscendo a colpire solo le prime linee prima di essere dispersa. L'apprestamento delle batterie di bombole richiedeva poi molta manodopera, sia per il trasporto del materiale che per l'allestimento delle trincee, e tutto il lavoro poteva essere vanificato da un colpo d'artiglieria nemico che andando a segno danneggiasse qualche bombola; l'effetto sorpresa, indispensabile per cogliere impreparato il nemico, era infine inversamente proporzionale al tempo necessario alla preparazione dell'attacco.

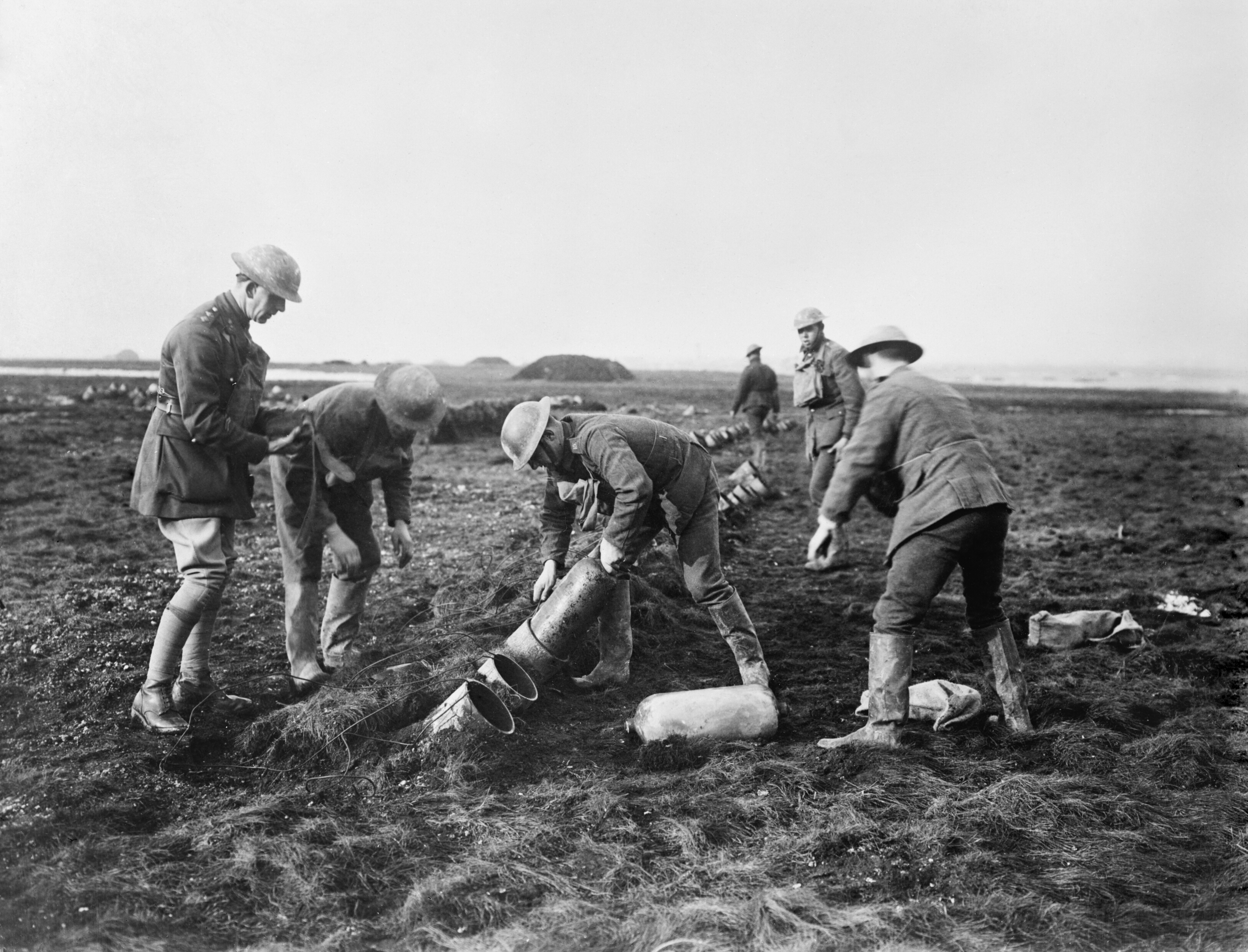
Soldati britannici allestiscono una batteria di lanciabombe "Livens"

Per queste ed altre considerazioni si ricercarono subito modalità alternative per far giungere il gas sulle trincee nemiche senza rischi per i propri uomini, e in concentrazione sufficiente. I primi ritrovati messi a punto furono dei lanciabombe adattati al lancio di contenitori di gas destinati a rompersi nell'impatto col suolo; numerosi furono i modelli costruiti fra i vari eserciti (il più diffuso fu probabilmente il britannico "Livens"), ma in genere il criterio di impiego era il medesimo: venivano apprestate in prossimità della prima linea vere e proprie batterie di centinaia di lanciabombe interrati; questi, al momento dell'attacco, venivano azionati contemporaneamente tramite un comando elettrico e lanciavano il proprio carico venefico a distanze variabili da 400 metri ad un paio di chilometri.
L'utilizzo del lanciabombe rimase in voga per tutta la guerra, ma la ricerca da parte di tutti gli eserciti marciava verso l'impiego dell'artiglieria. Ciò permise di superare molti inconvenienti legati all'impiego delle bombole. L'arrivo a destinazione dei gas era indipendente dalle condizioni del vento e si aumentava il raggio d'azione secondo la portata dei cannoni; si era in grado inoltre di scegliere quali bersagli colpire, con relativa precisione, ed eventualmente differenziare i gas utilizzati in una stessa azione a seconda della tipologia di bersaglio. I proiettili inoltre potevano diffondere l'agente senza alcun preavviso per i nemici, specialmente il fosgene, quasi inodore. In molti casi i proiettili caduti senza deflagrare venivano giudicati normali colpi inesplosi, il che lasciava il tempo all'agente di diffondersi prima che fossero prese le precauzioni necessarie.
Il difetto maggiore di questa tecnica era la difficoltà a raggiungere concentrazioni sufficienti di gas. Ogni proiettile poteva trasportare una quantità relativamente piccola di gas e per ottenere una nube paragonabile a quella generata dalle bombole era necessario eseguire un intenso bombardamento di artiglieria. Negli anni cinquanta e sessanta i razzi d'artiglieria per la guerra chimica contenevano molte "sotto-munizioni" in modo da formare un gran numero di piccole nuvole tossiche sul bersaglio.

### Diffusione termica
La diffusione termica prevede l'uso di esplosivi o sistemi pirotecnici per distribuire l'agente chimico. Questa tecnica, nata nella prima guerra mondiale, rappresentò un netto miglioramento nelle tecniche di diffusione poiché permise di disseminare grandi quantità di agente a grandi distanze.
La maggior parte dei dispositivi per la diffusione termica è costituita da un guscio contenente l'agente chimico e da una carica detonante al centro. Quando la carica esplode, l'agente è espulso lateralmente. Questi dispositivi, benché molto usati, non sono particolarmente efficienti. Una parte dell'agente viene bruciata dall'esplosione iniziale e una parte può essere spinta contro il terreno. L'esplosione inoltre produce una miscela di gocce di liquido la cui dimensione è molto variabile e difficilmente controllabile.
L'efficacia delle tecniche di diffusione termica è limitata dall'infiammabilità di alcuni agenti, per alcuni dei quali la nuvola si può incendiare totalmente o parzialmente in un fenomeno detto "flashing". Il VX diffuso mediante esplosione prendeva fuoco circa il 30% delle volte. Nonostante molti sforzi il fenomeno del flashing non è stato del tutto compreso.
Nonostante le limitazioni dovute all'utilizzo di esplosivo, la diffusione termica è stata la tecnica più utilizzata nelle prime fasi di sviluppo delle armi chimiche, questo perché era possibile modificare armi convenzionali per impiegarle come vettori di agenti chimici.

### Diffusione aerodinamica
La diffusione aerodinamica è la distribuzione non esplosiva di un agente chimico per mezzo di un aereo, lasciando che questo sia poi diffuso da forze aerodinamiche. Questo è la tecnica di diffusione più recente, sviluppata nella metà degli anni sessanta.
Questa tecnica permette di eliminare i difetti della diffusione termica eliminando la combustione dell'agente e permettendo, almeno in teoria, un preciso controllo della grandezza delle particelle dell'agente, in realtà l'altitudine e la velocità dell'aereo, la direzione e la velocità del vento ne influenzano fortemente la dimensione.
L'utilizzo di questa tecnica richiede che l'aereo diffusore voli a bassissima quota (generalmente inferiore ai 60-100 metri) esponendo il pilota a grandi rischi.
Sono in corso delle ricerche per migliorare questa tecnica, per esempio modificando le proprietà del liquido in modo da controllare con più accuratezza la distribuzione delle particelle. Inoltre i progressi nella conoscenza della fluidodinamica, della modellistica numerica e della meteorologia permettono un calcolo più preciso della direzione, della dimensione e della velocità delle particelle consentendo una maggiore accuratezza nel colpire il bersaglio.

## Smaltimento delle armi chimiche
Lo smaltimento di cospicui arsenali di armi chimiche delle grandi potenze, dopo la fine della seconda guerra mondiale, è avvenuto in segretezza e con metodi inappropriati quali lo sversamento in mare o il sotterramento, che hanno avuto ripercussioni sanitarie, ambientali e di tentativi di bonifica importanti.

### Letture consigliate
- (EN)  Leo P. Brophy and George J. B. Fisher; The Chemical Warfare Service: Organizing for War Office of the Chief of Military History, 1959; L. P. Brophy, W. D. Miles and C. C. Cochrane, The Chemical Warfare Service: From Laboratory to Field (1959); and B. E. Kleber and D. Birdsell, The Chemical Warfare Service in Combat (1966). official US history;
- (EN)  Gordon M. Burck and Charles C. Flowerree; International Handbook on Chemical Weapons Proliferation 1991
- (EN)  L. F. Haber. The Poisonous Cloud: Chemical Warfare in the First World War Oxford University Press: 1986
- (EN)  James W. Hammond Jr.; Poison Gas: The Myths Versus Reality Greenwood Press, 1999
- (EN)  Maj. Charles E. Heller (USAR), Chemical Warfare in World War I: The American Experience, 1917-1918 (Fort Leavenworth, Combat Studies Institute, U.S. Army Command and General Staff College, 1984).
- (EN)  Jeffrey Allan Johnson; The Kaiser's Chemists: Science and Modernization in Imperial Germany University of North Carolina Press, 1990
- (EN)  Benoit Morel and Kyle Olson; Shadows and Substance: The Chemical Weapons Convention Westview Press, 1993
- (EN)  Jonathan B. Tucker. Chemical Warfare From World War I to Al-Qaeda (2006)
- Di Feo G.; Veleni di stato 2009